# Алекс Пауновић
Алекс Пауновић (енгл. Aleks Paunovic; Винипег, 29. јун 1969) канадски је глумац српског порекла. Познат је по улози Џулијуса у серији Ван Хелсинг (2016—2021) и Бојана „Бокија” Бошковића у серији Ледоломац (2020—2024).

## Биографија
Рођен је 29. јуна 1969. у Винипегу. Отац му је Србин, а мајка Хрватица. Скоро сви мушки чланови по очевој страни су били боксери и шампиони у бившој Југославији, као и он али је одустао због повреде.